# Walther von der Vogelweide
Walther von der Vogelweide (1170-1228/30) var en østrigsk ridder. Hans digte er kærlighedslyriske og politiske
Han begyndte at digte ved hoffet i Wien i  slutningen af 1100-tallet og rejste derefter rundt i hele Europa for at synge. I 1220 fik han en ejendom ved Würzburg i Bayern af kejser Frederik 2. og sluttede som "farende sanger".
Walther von der Vogelweides ridderlige kærlighedsdigte er et højdepunkt i minnedigtningens tradition. I den forbindes digternes tilbedelse af den højerestående kvinde med glæde og kærlighed. Hans politiske digte handler især om striden om kejserkronen i Tyskland.

## Teksteksempler
Ich hân mîn lêhen, al die werlt, ich hân mîn lêhen.

Nû erfürhte ich niht den hornunc an die zêhen

und wil alle boese hêrren dester minre flêhen.

Der edel künec, der milte künec hât mich berâten,

daz ich den sumer luft und in dem winter hitze hân.

Mîn nâhgebûren dunke ich verre baz getân:

Si sehent mich niht mêr an in butzen wîs alsô si tâten

Ich bin ze lange arm gewesen ân mînen danc.

Ich was sô voller scheltens daz mîn âten stanc:

daz hât der künec gemachet reine, und dar zuo mînen sanc.

Oversættelse:
Jeg har mit len, hør det, jeg har mit len,

nu frygter jeg ikke februar om fødderne (dvs. at fryse om fødderne)

og vil alle dårlige (lens)herrer be om så meget mindre.

Den ædle konge, den gavmilde konge har sørget for mig,

at jeg om sommeren luft og om vinteren varme har,

For mine naboer synes jeg at være blevet mere betydningsfuld:

De ser mig ikke længere som et husspøgelse, som de før gjorde

Jeg har været fattig for længe uden egen skylde deri.

Jeg var så fuld af skældsord, at min ånde stank:

Alt dette har kongen rengjort, og dertil også min sang.